# 波索利斯卡亞戰役
波索尔斯基亚战役，是協約國武装干涉俄国内战的最后一次交战。当时在1920年1月8日，美军遭到忠于苏维埃的哥萨克人的突然袭击。